# Vilches
|  | Per a altres significats, vegeu «Vilches (desambiguació)». |

Vilches és un municipi de la província de Jaén (Espanya) situat a 80 km de la capital, Jaén. Té una població de 4.940 habitants (INE 2005) repartits entre la vila i les pedanies de Guadalén del Caudillo i Miraelrío, aquesta més propera a la veïna Linares.